# بلعطف أسفل (نعمان)

تعديل مصدري - تعديل

بلعطف اسفل هي إحدى قرى عزلة الساحة بمديرية نعمان التابعة لمحافظة البيضاء، بلغ تعداد سكانها 56 نسمة حسب تعداد اليمن لعام 2004.